# グリーンバス

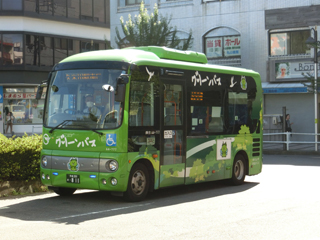
グリーンバスの車両
西武バス（A4-777）号車
日野・ポンチョ（ショートボディ）
東村山駅西口 - 富士見町4丁目 - 久米川駅南口線

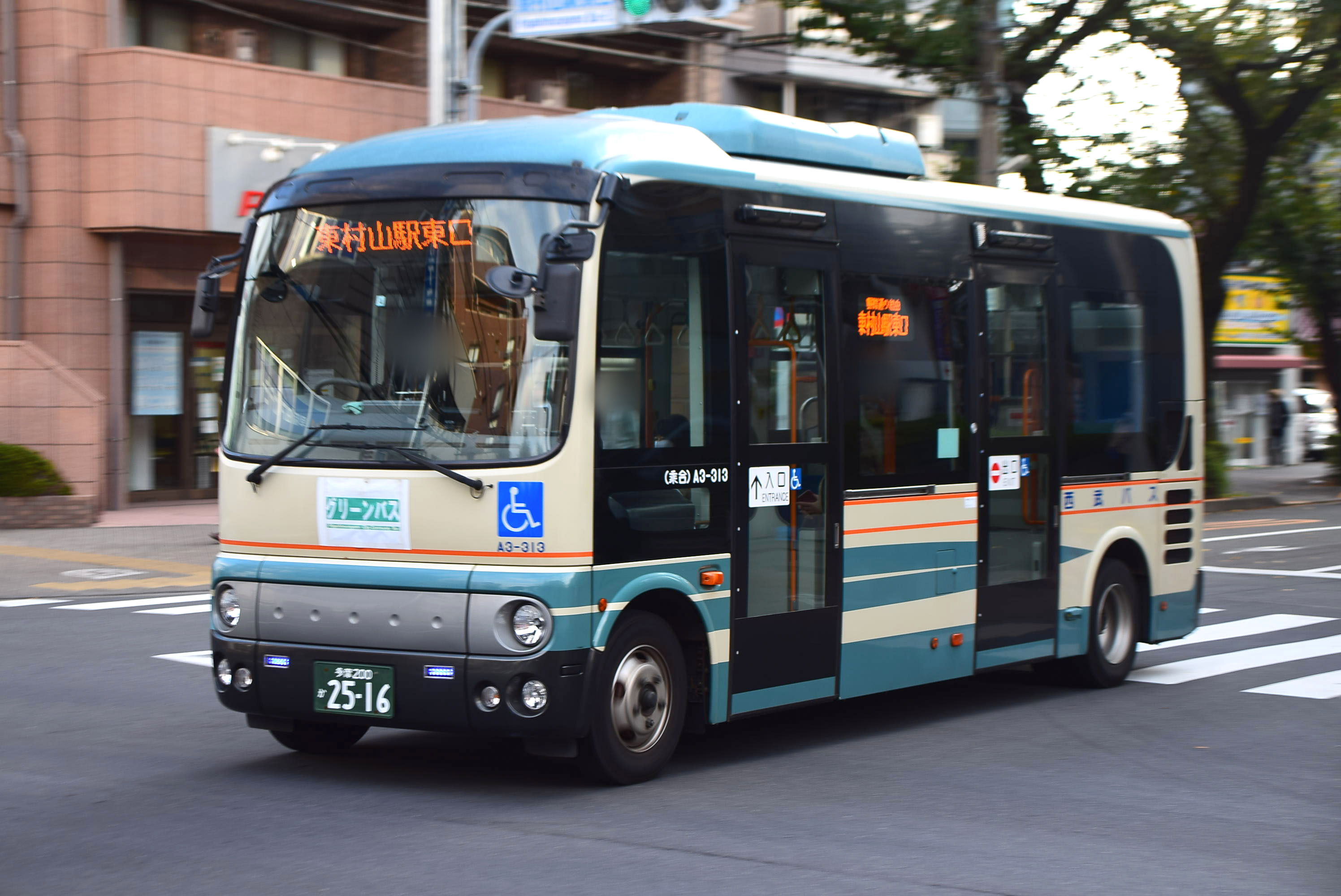
グリーンバスの車両
西武バス（A3-313）号車
日野・ポンチョ（2ドアロングボディ）
久米川町循環線
他のコミュニティバスとの共通予備車

グリーンバスは、東京都東村山市のコミュニティバス。西武バス小平営業所が運行を受託している。2003年1月21日運行開始。
運行開始時は銀河鉄道も運行受託していたが、2014年6月1日より西武バスが単独で受託している。銀河鉄道が乗合バス事業に進出するきっかけとなったコミュニティバスでもある。

## 概要
東村山駅を起点に、以下の4路線が運行している。
- 東村山駅東口 - 多摩北部医療センター - 新秋津駅
- 久米川町循環（東村山駅東口発）
- 諏訪町循環（東村山駅西口発）
- 東村山駅西口 - 富士見町四丁目 - 久米川駅南口（2016年9月実証運行開始）

年末年始の12月29日から1月3日までは運行休止。
2003年（平成15年）1月21日より運行開始。当初は西武バス小平営業所および銀河鉄道が運行受託。なお銀河鉄道は、乗合事業の許可を得るまで貸切免許で運行していた（同社の項目も参照）。
2014年（平成26年）6月1日より運賃改定。収支率改善と公平性確保のため、西武バスの多摩地区での路線バス初乗り運賃と同額の180円に値上げされた。
同年の運賃改定時より、グリーンバスの全路線でPASMO・Suicaなど交通ICカードの利用が可能となった。従来より発行されている回数券は引き続き利用できる。
また運賃改定と交通ICカード導入にともない、西武バス小平営業所の単独受託となり、銀河鉄道はグリーンバスから撤退した（同社の項目も参照）。

## 沿革
- 2003年1月21日　東村山駅東口 - 新秋津駅間で運行開始。当初は銀河鉄道も運行受託。
- 2008年2月17日　久米川町循環・諏訪町循環を新設。東村山駅東口 - 新秋津駅ルートも経路・時刻を変更。
- 2010年4月1日　諏訪町循環を東村山駅西口発として経路変更。久米川町循環・諏訪町循環の時刻変更。
- 2014年6月1日　運賃改定、交通ICカード利用開始。同時に西武バスの単独運行に変更、銀河鉄道は撤退。
- 2015年6月1日　一日乗車券を発売開始。
- 2016年9月1日　東村山駅西口 - 富士見町四丁目 - 久米川駅南口の実証運行を開始。
- 2017年3月29日　平成28年度第4回東村山市地域公共交通会議で、東村山駅西口 - 久米川駅南口の路線を2017年9月1日より本格運行に移行することで合意。

## 現行路線

### 東村山駅東口 - 多摩北部医療センター - 新秋津駅
最新改定日：2008年（平成20年）2月17日
- 東村山駅東口 - 東村山税務署 - （東村山市役所） - 都立東村山高校 - 鷹の道入口 - 多摩北部医療センター - 秋津文化センター - 新秋津駅
- 東村山駅東口 - 東村山税務署 - （東村山市役所） - 都立東村山高校 - 鷹の道入口 - 多摩北部医療センター

2014年5月31日まで銀河鉄道は、東村山駅東口 - 多摩北部医療センター間の便のみ担当。
東村山市役所停留所は、平日（月曜日 - 金曜日）8:30 - 17:30のみ経由。

### 久米川町循環
最新改定日：2010年（平成22年）4月1日
全停留所記載。
- 東村山駅東口→久米川四丁目→久米川辻→第二中学校前→野行通り入口→南秋津→二柳橋南→二瀬橋東→消防第二分団→久米川辻→江戸道→野際通り北→野際神社→野際通り西→第六保育園→桜並木→東村山駅東口

### 諏訪町循環
最新改定日：2016年（平成28年）8月1日
全停留所記載。
- 東村山駅西口→ふるさと歴史館→徳蔵寺→新山手病院→白十字病院→諏訪町二丁目→西宿公園→北山緑道入口→公事道北→公事道南→西宿通り北→西宿通り中央→社会福祉センター→東村山駅西口

2010年4月1日に経路変更を実施した。2010年3月末までは下記の経路であった。
- 東村山駅東口→弁天橋北→新山手病院→白十字病院→諏訪町二丁目→西宿公園→北山緑道入口→公事道北→公事道南→東村山駅東口

### 東村山駅西口 - 富士見町四丁目 - 久米川駅南口
実証運行開始日：2016年（平成28年）9月1日　本格運行開始日：2017年9月1日
全停留所記載。
- 東村山駅西口 - 地域福祉センター - 夢ハウス - 第七中学校前 - 浄水場北 - 浄水場西 - 消防署東 - 富士見町四丁目北 - 富士見町四丁目中央 - グリーンタウン西 - グリーンタウン南 - 久米川駅南口

## ダイヤ
- 東村山駅東口 - 多摩北部医療センター間：20分から23分間隔で運行

多摩北部医療センター - 新秋津駅間：43分から44分間隔で運行
- 諏訪町循環：35分から2時間20分間隔の運行
- 久米川町循環：35分から2時間35分間隔の運行
- 東村山駅西口 - 富士見町四丁目 - 久米川駅南口：60分から3時間9分間隔の運行

## 運賃
- 全線均一運賃。運賃は乗車時に支払う[1]。
- 大人運賃は現金180円、ICカード178円[1]。
- 小児運賃は半額、未就学児は保護者1名につき2名まで無料[1]。
- 2014年6月1日よりPASMO・Suicaなど交通ICカードも利用可能となった[1]。
  - 2014年（平成26年）5月31日までの運賃は全線100円均一（大人・小児同額、割引制度なし）であった。
- 2017年9月1日より、PASMO・Suica「バス利用特典サービス」導入(2021年3月31日に廃止)[2]。
- 各種障害者手帳提示による運賃割引あり。東京都シルバーパスは利用不可[1]。
- グリーンバス専用回数券を発売している。1冊1,000円（90円12枚つづり）、車内および西武バス小平営業所で販売[1]。
- グリーンバス専用一日乗車券を発売している。500円で車内のみ販売[1]。2015年より発売開始、グリーンバスの車両と東村山市公式ゆるキャラ「ひがっしー」をデザインした紙式乗車券。
- 長期休暇期間（ゴールデンウィーク・夏休み・冬休み・春休み）の小児運賃割引もある（現金のみ対象）[1]。
- 西武バスの金額式IC定期券、IC一日乗車券「1DayPass」は利用できない[3][4]。

## 車両
| グリーンバスの初代車両（銀河鉄道、G-101）日野・リエッセ（CNG改造車）  |  | グリーンバスの初代車両（銀河鉄道、G-101）日野・リエッセ（CNG改造車） |
| グリーンバスの初代車両（銀河鉄道、G-101） 日野・リエッセ（CNG改造車） |  |                                                                      |

| グリーンバスの初代車両（西武バス、A2-874）日野・リエッセ（CNG改造車）  |  | グリーンバスの初代車両（西武バス、A2-874）日野・リエッセ（CNG改造車） |
| グリーンバスの初代車両（西武バス、A2-874） 日野・リエッセ（CNG改造車） |  |                                                                       |

### 現行車両
西武バスでは2007年（平成19年）、銀河鉄道では2012年（平成24年）よりノンステップ車両への代替が始まり、現在の車両はグリーンバス専用カラーの日野・ポンチョに統一されている。
車両ラッピングの柄や色合いは路線ごとに異なり、東村山駅 - 新秋津駅系統および久米川町循環はポンチョのロングボディ、諏訪町循環はショートボディが使用される。また実証運行中の東村山駅西口 - 久米川駅南口循環では、諏訪町循環・久米川町循環用の予備車として用意されたショートボディが使用されていた（現在はショートボディの車両が増備されている）。
なお、運賃改定時に西武バス単独運行となった際、銀河鉄道で所有していたグリーンバス専用車両は、西武バス小平営業所に移籍している（銀河鉄道の項目も参照）。

### 過去の車両
2003年の路線開設時は、西武バス・銀河鉄道とも専用塗装の日野・リエッセのCNG車（36人乗り・車椅子対応ステップリフトバス）が使用されていた。CNG改造はフラットフィールドによる。
- 西武バス - A2-873、A2-874号車[6]
- 銀河鉄道 - G-101号車

両社ともに、リエッセのCNG改造はフラットフィールドによる。
車両点検などによる代走時の予備車として、西武バスはリエッセの路線塗装車を東大和市ちょこバス（現在はポンチョに代替）と兼用していた。
また銀河鉄道では、リエッセの一般路線車を東村山青葉恩多町線と兼用しており、まれに小平学校線用の日産ディーゼル・RMが代走することもあった。